# Miguel Torga

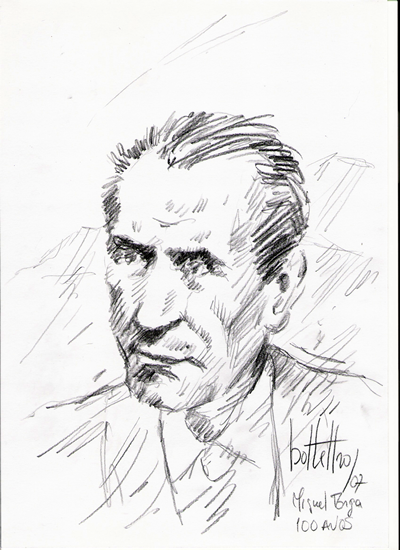
Miguel Torga von Bottelho

Miguel Torga, eigentlich Adolfo Correira Rocha (* 12. August 1907 in São Martinho de Anta, Trás-os-Montes, Portugal; † 17. Januar 1995 in Coimbra, Portugal), war ein portugiesischer Schriftsteller, Arzt, Lyriker und Romancier. Er gilt als Vertreter der späten Phase des Modernismo.

## Priesterseminar und Brasilien
Miguel Torga wurde 1907 als Adolfo Correira Rocha in der Provinz Trás-os-Montes geboren. Sein Vater Francisco Correira Rocha, ein einfacher Arbeiter, wollte nicht, dass sein Sohn auch noch „die Hacke schwingen“ muss, wie sein Vater es bereits tat. Er stellte ihn daher vor die Alternative, in ein Priesterseminar einzutreten oder nach Brasilien zu gehen. Vor diese Wahl gestellt, trat Torga 1918 zunächst in ein Priesterseminar ein. Mit der Zeit wurde ihm jedoch klar, dass er kein Priester werden wollte und so wanderte er 1920 nach Brasilien aus, wo er auf der Fazenda seines Onkels arbeitete. Sein Onkel schickte ihn in Brasilien auf ein Gymnasium.

## Medizinstudium in Coimbra
1925 kehrte Torga nach Portugal zurück, beendete dort das Gymnasium und nahm ein Medizinstudium an der Universität Coimbra auf. Das Akademikerleben, das er dort kennenlernte, irritierte ihn bisweilen. Für die Weltfremdheit einiger Studienkollegen hatte er keine guten Worte übrig. 1928 erschien sein erster Gedichtband Ansiedade (Angst, Ängstlichkeit, Verlangen) und er fing an, bei der literarischen Zeitschrift Presença mitzuarbeiten. Nach seiner Promotion arbeitete er zunächst als Landarzt in seiner Heimat.

## Schriftsteller und Oppositioneller
1934 gab er A Terceira Voz (Die dritte Stimme) heraus – die erste Veröffentlichung unter dem Pseudonym, das er von da an benutzte: Miguel Torga. Miguel in Anlehnung an Miguel de Cervantes und Miguel de Unamuno und Torga nach einem zähen Heidekraut, das in den Bergen wächst. 1936 reiste er in verschiedene europäische Länder, ließ sich dann in Leiria als Arzt nieder und zog schließlich nach Coimbra, wo er die Literaturwissenschaftlerin Andrée Crabbé heiratete. Durch seine politische Opposition in die Missgunst des Salazar-Regimes geraten, wurde er 1939 verhaftet und kam für drei Monate ins Gefängnis. Später folgten weitere Verhaftungen. Fast alle seiner Bücher gab Torga im Selbstverlag heraus. Er schrieb Gedichte, Erzählungen und Romane und ist als ausführlicher Tagebuchschreiber bekannt. 1989 wurde er für sein Werk mit dem angesehenen Prémio Camões ausgezeichnet.

## Werke

### Lyrik
- Rampa. (1930)
- Tributo. (1931)
- Abismo. (1932)
- O Outro Livro de Job. (1936)
- Lamentação. (1943)
- Libertação. (1944)
- Odes. (1946)
- Nihil Sibi. (1948)

### Romane und Novellen
- O Senhor Ventura. Novelle (1943, dt. Senhor Ventura, 1992. Aus dem Portug. von Curt Meyer-Clason)
- Vindima. Roman (1945, dt. Weinlese, 2. Aufl., 1997. Aus dem Portug. von Erika Farny)

### Erzählbände
- Bichos. (1940, dt. Tiere, 1989. Aus dem Portug. von Curt Meyer-Clason)
- Contos da Montanha. (1941)
- Novos Contos da Montanha. (1944, dt. Neue Erzählungen aus dem Gebirge, 1990. Aus dem Portug. von Curt Meyer-Clason)
- Pedras lavradas. (1951, dt. Findlinge, 1993. Aus dem Portug. von Curt Meyer-Clason)

### Tagebücher
- Diário, Bde. I–VIII. (1941–1959)
- Diário, Bde. IX–XVI. (1964–1993)

### Autofiktion
- A Criação do Mundo. (1937–1981, dt. Die Erschaffung der Welt, 1991. Aus dem Portug. von Curt Meyer-Clason)

### Dramen
- Terra firme. (1941)
- Mar. (1941)
- O Paraíso. (1949)

### Zeitgeschichte: Reisebeschreibungen, politische Essays
- Portugal. (1950)